# Palmera (raza caprina)
La cabra palmera es una raza caprina propia de la isla canaria de La Palma, en España. Clasificada oficialmente como raza Autóctona de Fomento, quedan unos 8500 ejemplares aproximadamente.
Su origen está tanto en las poblaciones caprinas anteriores a la conquista castellana de La Palma como en razas del suroeste de la península ibérica. Los ejemplares de esta raza son eumétricos y equilibrados, poseen una cornamenta en espiral muy espectacular en los machos y algo más discreta en las hembras. Adaptados muy bien a medios abruptos, estos animales se destinan a la producción de leche.
Está incluida en el Catálogo Oficial de Razas de Ganado de España del Ministerio de Agricultura, Pesca y Alimentación, y reconocida como raza en peligro de extinción.

## Orígenes y expansión
De origen prehispánico, las cabras eran básicas en la economía y alimentación de los auritas (aborígenes palmeros). Así, cuando en 1543 la isla de la Palma se incorpora a la Corona de Castilla ya se tiene constancia de la existencia de veinte mil animales entre ovejas y cabras.
Los últimos ejemplares de cabras salvajes se extinguieron hace cincuenta años en la isla de La Palma y, hasta entonces, eran frecuentes los cruces entre cabras silvestres (“guaniles”) y domésticas (“jairas”) lo que ha influido en el carácter y nivel de jerarquización de la raza. Por otra parte, las rutas veleras hacia América, y la conexión histórica con Portugal suponen una influencia de las razas del suroeste de la península ibérica.
En la década de los setenta la raza sufrió la agresión de los animales perteneciente a la población de cabra majorera debido a la errónea política de ese momento de considerar a las tres razas canarias como una sola. Aquellos cruzamientos realizados con facilidad implicaron un trabajo posterior enorme y complicado, aunque afortunadamente con resultados satisfactorios, para eliminar los genes foráneos ya que esos híbridos no se adaptaban a las condiciones de explotación palmeras.

## Censo y distribución geográfica
Aún sin saber el número exacto de cabezas debido a que hasta ahora los censos oficiales siguen el criterio vigente, puede considerarse, teniendo en cuenta opiniones de técnicos y asociaciones profesionales que el censo distribuido por las islas es aproximadamente de 8000 ejemplares en la Isla de La Palma y de unos 500 ejemplares en la Isla de Tenerife.

## Descripción morfológica y faneróptica
El prototipo racial de la cabra palmera responde a las siguientes características:
- Aspecto general: ejemplares eumétricos, subcóncavos o rectos, longilíneos y muy equilibrados. Se observan en ellos grandes cualidades para desenvolverse en un medio abrupto, manteniendo buenas producciones lecheras, acordes con su biotipo.
- Capa: predomina el pelo rojo, en sus diferentes tonalidades y combinaciones intensificándose muchas veces sobre las extremidades. Existen también capas que surgen de las combinaciones de pelo negro y blanco junto con el rojo, aunque cada vez son menos frecuentes. Es frecuente la presencia de pelliza (pelos de espalda y hombros), calzón (medias lanas) y a veces aparecen arropos (haldruas). Existe una descripción y clasificación detallada de los tipos de capa y los complementos de las capas (Tabla 3).
- Cabeza: pequeña de ojos vivos, triangular, con tupé más o menos desarrollado en algunos ejemplares, sobre todo en los de más pelo. La presencia de perilla es normal en los machos y también aparece en algunas hembras. Oreja de tamaño medio-corto y orientación horizontal, que normalmente sobrepasa la altura de los ojos. En función del tamaño y la forma de la oreja tenemos: la oreja “canuta”, que sería aquella cuyos bordes laterales tienden a unirse formando un cilindro con la punta en forma de pico, la oreja “tiesa”, que es aquella plana horizontal y que tiende a irse en dirección al hocico, cuya punta puede ser redondeada o en pico, la oreja “partida” que es plana y con el tercio anterior doblado hacia abajo, y la punta redondeada. En cuanto al perfil va de recto a cóncavo, tendiendo a ser más cóncavo cuanto más corto es el hocico, La cornamenta es de tipo espiral heterónima, abierta desde su nacimiento, adquiriendo caracteres espectaculares en los machos. En función de la abertura, la inclinación hacia delante, y la forma de la espiral los podemos clasificar en:

1. - Empinada y velera: los cuernos cerrados y en vertical, cuerno sin vuelta en la primera y con vuelta en la segunda.
2. - Abiertas y esmarañadas: cuernos abiertos casi en horizontal, cuerno sin vuelta en la primera y con vuelta en la segunda.
3. - Carabuca y brocas: cuernos inclinados hacia delante y hacia dentro, por encima de la cara la primera, y a la altura de la cara o por debajo la segunda.

Existen más denominaciones de formas que son intermedias de las anteriores.
- Cuello: fino, sin mamellas y cubierto de pelo en los machos.
- Tronco: cilíndrico, con costillares redondeados, y gran anchura de pecho en los machos.
- Grupa: ancha y redondeada. Cola de inserción alta y dirigida hacia arriba y muchas veces hacia delante.
- Extremidades: no muy largas, con buenos aplomos, como corresponde a una cabra característica de montaña, un buen arqueamiento en las nalgas y piernas descarnadas.
- Mamas: de forma globosa y piel fina, con pigmentación que oscila desde un pardo moteado al negro. En algunos ejemplares donde aparece el blanco en la capa, la mama puede presentar despigmentaciones. Pezones generalmente pequeños.
- Testículos: bien proporcionados, siempre recogidos y muchas veces acabados en punta.

## Sistemas de producción
La venta de caprino de reposición y adultos entre explotaciones es todavía muy común entre las explotaciones de la isla, ya que en muchas ganaderías no se realiza recría anual suficiente para sustituir al desvieje, ni se planifican partos anuales, por lo que para mantener el nivel productivo compran animales en producción, lo que contribuye paulatinamente a la disminución del nivel productivo y compromete el nivel sanitario de la explotación, ya que adquieren precisamente las cabras que desechan otros ganaderos. Para salir de este círculo vicioso, La Asociación se propuso un cambio en el sistema de producción basado en un parto anual, con la recría de una buena reposición (aproximadamente un 30%) y la sustitución de los animales de peor producción por una selección de las hijas de las mejores cabras de la explotación. Esto requiere un cambio de mentalidad importante, pero los ganaderos que han comprendido el sistema van mejorando año tras año sus producciones mientras que el resto sigue con una actitud conformista, esperando que las ayudas económicas que reciben de la Administración suplan la escasa inversión en mejoras de manejo.
Los sistemas de explotación del ganado caprino lechero en La Palma han sufrido un importante cambio en las últimas décadas, con la casi desaparición del sistema de explotación desarrollado en condiciones totalmente extensivas a favor de un sistema de explotación intensivo o semiextensivo, en los que el aporte del concentrado se realiza exclusivamente en pesebre, y los alimentos fibrosos pasan de ser los que el ganadero recolectaba o los animales pastoreaban, a alimentos fibrosos de importación casi siempre de una calidad media a baja. Se ha conseguido mantener zonas de pastoreo acotadas, donde si las lluvias lo permiten, el animal puede ingerir en determinadas épocas del año forraje de alto valor nutritivo, y todavía el ganadero sigue recolectando forraje para aportar parte de la ración de volumen a sus animales.
Durante este proceso de cambio de sistemas de producción, fue frecuente encontrar rebaños estabulados sometidos a unos programas de alimentación y nutrición claramente desequilibrados debido fundamentalmente a que la fibra (motivado por problemas en el abastecimiento y coste de la misma) constituía un importante factor limitante en la preparación de las raciones. Esta situación en muchos casos comprometía la elaboración de una ración correcta, acarreando como resultado importantes patologías metabólicas y propiciando la aparición de enfermedades, lo que provocaba una elevada tasa de mortalidad de animales productivos, y una merma de su longevidad. Esta situación se vio agravada desde mediados del 2007, debido a la subida continuada de precio de los insumos.
En la actualidad, la explotación tipo de cabra palmera es una explotación familiar pequeña en régimen semiextensivo, con una miniquesería artesanal asociada. Existe dedicación exclusiva y se compatibilizan varias actividades profesionales, la de ganadero, la de quesero, la de distribuidor del producto final a punto de venta y la de recolector de forrajes autóctonos de alto valor nutritivo. Según el número de personas de la unidad familiar que se dediquen al negocio se pueden tener mayor o menor número de animales y normalmente el límite de animales adultos para ser atendido por una sola persona suele estar entre 120-150, más un mínimo de 20-30% de animales de recría. 
El manejo tradicionalmente se hace en un único lote de cabras que se ponen en cubrición a finales de mayo, principios de junio, mediante la utilización de efecto macho, celos por simpatía o inseminación artificial. Los partos se agrupan en un mes y medio entre noviembre y diciembre, época que coincide con la mayor cantidad y calidad del pasto y el mejor precio para la venta de leche, queso y del cabrito. Se guarda un período de secado en los meses de septiembre a octubre, en el que se prepara la ganadería para un nuevo ciclo productivo y tener un tiempo de descanso que equipare y dignifique la profesión de quesero al resto. Especial atención se le ofrece a la recría, que debe estar sana y bien alimentada para favorecer destetes tempranos para un mayor aprovechamiento de la leche y una edad temprana a la primera cubrición. Se programan los partos de las primerizas con 12-13 meses de edad entre noviembre y enero. 
La sanidad se controla mediante profilaxis vacunal (Mycoplasma Spp, pasterella, clostridiosis, aborto clamidial, mamitis) y antiparasitaria (verminosis pulmonares e intestinales, coccidiosis, parásitos externos) y evitando la incorporación de animales de otras explotaciones que no sean recría saneada.
En algunas ganaderías se ha apostado por el sistema de alimentación unifeed, utilizando una ración completa, que incorpora la fibra con el concentrado, incluyendo en la medida de su disponibilidad, forrajes en fresco, tales como tedera, tagasaste, tunera tuneras(Opuntia ficus indica), maralfalfa, alfalfa, cornical, avena, archita, etc., y subproductos agrícolas tales como el plátano. Esto ha incrementado la calidad de la materia prima que ingieren los animales, una disminución del coste de la alimentación, una disminución de la cantidad de alimentos fibrosos importados, y una mejora del rendimiento quesero de la leche obtenida, dada la mejora de la digestión de los nutrientes y la calidad de los forrajes frescos autóctonos utilizados en la preparación de la ración.
La cabra palmera se adapta peor que otras razas canarias y peninsulares al sistema intensivo de producción. Por su gran rusticidad, jerarquía y temperamento, es un animal que requiere de un sistema de explotación semiextensivo para expresar su máximo potencial productivo.
Dada la calidad excepcional de su leche, al poseer el mejor porcentaje de proteína conocido en las razas caprinas de aptitud lechera, y un muy buen nivel de grasa, se propone como un animal ideal para la explotación de animales en semiextensivo: con aprovechamiento de recursos forrajeros locales en zonas no agrícolas, producción enfocada a la elaboración de queso o cualquier otro producto lácteo para satisfacer la demanda de un consumo a nivel local de productos artesanales.